# Ermessenda de Rubió
Ermessenda de Rubió, referida també com a Ermesendis, Ermecendis i Ermisendis de Rubió o de Robió (¿? - Vallbona de les Monges, 20 de novembre de 1229), anomenada «la boscana», pel fet d’haver viscut en una cel·la al bosc, fou primer eremita i després monja cistercenca al monestir de Santa Maria de Vallbona. També en va ser abadessa, i fou la que governà durant un període més llarg el monestir, gairebé trenta-nou anys, des del 10 de febrer de 1191 fins al 13 de novembre de 1229.
Durant el període del seu abadiat es guanyà el suport dels nobles i rebé successivament, per donació o en testament, els drets sobre el castell i terme de Llorenç, el castell de Verdú, el del Timonal, el de Colobrer (o de Montesquiu), amb els seus termes i jurisdicció, i la quarta part del castell de Rocallaura, amb drets i pertinences, a més d'altres béns en forma de diner, masos o terres. A més d'adquirir, per compra, el senyoriu del castell, terme i vila de Preixana.
També són importants les prerrogatives que obtingué o renovà per a Santa Maria de Vallbona. Una primera butlla del papa Inocenci III, de 19 d'abril de 1198, confirmava per al monestir els anteriors privilegis i donacions; una segona butlla, de 7 de juliol de 1200, ratificava els privilegis anteriors i n'hi afegia d'altres: la facultat de tenir ‘encomanades' –és a dir, col·legiales o escolanes, alumnes de l’escola monàstica–, el deure de guardar clausura, la impossibilitat de vendre béns si no es comptava amb la majoria del capítol, l'exempció del pagament de delmes de les seves pròpies terres i una certa independència del bisbe de la diòcesi, que no podia administrar sagraments a l’església del monestir si no era amb el permís de l’abadessa. Encara en una tercera, de 30 de juny de 1201, convalidant tot l'anterior, la Santa Seu concedia a les monges del monestir la possibilitat d'assistir a la celebració dels oficis en veu baixa i sense tocar les campanes, si així ho consideraven convenient.